# Tuscola (Illinois)
Tuscola es una ciudad situada en el condado de Douglas, Illinois, Estados Unidos. Tiene una población estimada, a mediados de 2022, de 4650 habitantes.
Es la sede del condado.

## Geografía
La localidad está ubicada en las coordenadas 39°47′45″N 88°16′32″O / 39.79583, -88.27556 (39.795912, -88.275483). Según la Oficina del Censo, tiene una superficie total de 7.67 km², de los cuales 7.64 km² corresponden a tierra firme y 0.03 km² están cubiertos de agua.

## Demografía
Según el censo de 2020, en ese momento había 4636 personas residiendo en la localidad. La densidad de población era de 606.81 hab./km². El 91.98% de los habitantes eran blancos, el 0.56% eran afroamericanos, el 0.17% eran amerindios, el 1.19% eran asiáticos, el 1.64% eran de otras razas y el 4.47% eran de una mezcla de razas. Del total de la población el 3.34% eran hispanos o latinos de cualquier raza.